# Октябрьский виадук
Октябрьский виадук — мост-путепровод в Пскове, соединяющий Октябрьский проспект и Крестовское шоссе.
Движение по мосту 4-полосное — по 2 полосы в каждом направлении.

## Расположение
Октябрьский виадук — находится в створе Октябрьского проспекта и Крестовского шоссе, пересекающее далее под прямым углом Ленинградское шоссе (М20 или E 95).
Иногда его ошибочно называют «Крестовским», однако собственно Крестовский виадук находится к северу от Крестов на самом Ленинградское шоссе (М20 или E 95).

## Транспорт

### Общественный транспорт
По путепроводу проходят следующие Автобусы: № 4, 4а, 9, 12. Под мостом проходит дорога, соединяющая улицу Вокзальную и улица Льва Толстого в сторону бывшего посёлка Берёзка и микрорайона Любятово. Со стороны Крестовского шоссе под мостом также есть съезд на улицу Рельсовую, идущий на юго-восток к Псковскому городскому молокозаводу.

### Железнодорожный транспорт
Под виадуком проходят железнодорожные пути. К югу от него расположены вокзал и станция Псков-Пассажирский РЖД.